# Godziwa płaca
Godziwa płaca (ang. living wage – stawka na życie) – stawka wynagrodzenia, która w wielu krajach na świecie (m.in. w Wielkiej Brytanii, Irlandii, USA, Kanadzie, Nowej Zelandii), występuje obok ustawowego wynagrodzenia minimalnego, czy innych obligatoryjnych stawek wynagrodzeń wynikających z porozumień branżowych.
Artykuł 23 § 3 Powszechnej Deklaracji Praw Człowieka, stanowi, że każdy pracujący ma prawo do odpowiedniego zadowalającego wynagrodzenia, zapewniającego jemu i jego rodzinie egzystencję odpowiadającą godności ludzkiej i uzupełnianego w razie potrzeby innymi środkami pomocy społecznej. Z kolei artykuł 4 § 1 (nieratyfikowany przez Polskę) Europejskiej Karty Społecznej, mówi o tym, że „w celu zapewnienia skutecznego wykonywania prawa do sprawiedliwego wynagrodzenia”, strony ratyfikujące Kartę zobowiązują się m.in. „uznać prawo pracowników do takiego wynagrodzenia, które zapewni im i ich rodzinom godziwy poziom życia”.

## Definicje godziwej płacy
Organizacje i instytucje, które realizują zadania w zakresie polityki wynagrodzeń z ramienia rządów poszczególnych państw, bądź niezależnie, jako inicjatywy społeczne, organizacje pozarządowe, fundacje, stowarzyszenia, czerpiąc z dorobku ustawodawstwa narodowego i międzynarodowego, opracowały przynajmniej kilkadziesiąt definicji płacy godziwej. Godziwa płaca jest definiowana m.in. jako:
- wynagrodzenie otrzymywane przez pracownika za przepracowanie normatywnego czasu pracy w określonej lokalizacji, wystarczające pracownikowi na zapewnienie sobie i swojej rodzinie przyzwoitego standardu życia. Na przyzwoity standard życia składają się: żywność, woda, mieszkanie, wykształcenie, opieka zdrowotna, transport, odzież i inne podstawowe potrzeby, włączając zabezpieczenie finansowe na wypadek nieprzewidzianych zdarzeń (ISEAL Alliance Living Wage Working Group)[4].
- wynagrodzenie, które jest wymagane do utrzymania się przez pracownika, wypełnienia przez niego zobowiązań wobec osób od niego zależnych, i zapewnienia pewien dochód pozostający do jego bezpośredniej dyspozycji (The Ethical Trading Initiative (ETI))[5].
- wynagrodzenie, które zapewnia adekwatny poziom ochrony i schronienie, zdrową i smaczną dietę, społeczną integrację i uniknięcie chronicznego stresu dla osób pracujących i osób od nich zależnych (Family Budget Unit (FBU))[6].
- wynagrodzenie uzyskiwane z 8 godzinnego dnia pracy, które wystarcza pracownikowi i jego rodzinie do zapewnienia podstawowych potrzeb i zabezpiecza przed ukrytymi kosztami (Apparel Industry Labour Rights Movement (ALaRM))[7].

## Godziwa płaca w Polsce
Artykuł 13 Kodeksu pracy stanowi: „Pracownik ma prawo do godziwego wynagrodzenia za pracę. Warunki realizacji tego prawa określają przepisy prawa pracy oraz polityka państwa w dziedzinie płac, w szczególności poprzez ustalanie minimalnego wynagrodzenia za pracę”.